# Cybercriminalité au Canada
La cybercriminalité au Canada (ou cybercrime) est l'ensemble des activités criminelles menées le en ligne sur Internet ou d'autres réseaux au Canada. Le Canada est un signataire de la Convention sur la cybercriminalité. En 2016, le nombre de cybercrimes rapportés à la police au Canada étaient de 23 996, une hausse de 34% comparativement à 2015.